# Die Artisten in der Zirkuskuppel: ratlos
Die Artisten in der Zirkuskuppel: ratlos (alemany: Artistes a la carpa: perplexos) és una pel·lícula alemanya occidental del 1968 escrita i dirigida per Alexander Kluge. La pel·lícula està feta en un estil collage, amb notícies i cites de filòsofs juntament amb la història d'un circ fallit, la propietària del qual, Leni (Hannelore Hoger), ha de decidir si el seu somni d'un nou tipus de circ és massa optimista. La pel·lícula és una representació simbòlica de les frustracions de Kluge en intentar ajudar a estimular el moviment del Nou cinema alemany.

## Argument
Una dona jove, anomenada Leni Peickert, és una trapezista. Li apassiona el circ i vol que les seves actuacions siguin realment artístiques. Però la incomprensió dels seus interlocutors, les seves dificultats econòmiques i els seus errors l'obliguen a optar per un exercici més rutinari de la seva professió.

## Repartiment
- Hannelore Hoger com Leni Peickert
- Sigi Graue com Manfred Peickert (com Siegfried Graue)
- Alfred Edel com Dr. Busch
- Bernd Höltz com Herr von Lueptow
- Eva Oertel com Gitti Bornemann
- Kurt Jürgens com Mackensen, Dompteur
- Gilbert Houcke com Houke, Dompteur
- Wanda Bronska-Pampuch com Frau Saizewa
- Herr Jobst com Impresario
- Hans-Ludger Schneider com Assessor Korti
- Klaus Schwarzkopf com Gerloff, Philologe

## Premis
La pel·lícula va guanyar el Lleó d'Or a l 20a Mostra Internacional de Cinema de Venècia. La pel·lícula també va ser seleccionada com a entrada d'Alemanya Occidental per l'Oscar a la millor pel·lícula de parla no anglesa als Premis Oscar de 1968, però no va ser acceptada com a nominada.